# Isolabus elongaticeps
Isolabus elongaticeps es una especie de coleóptero de la familia Attelabidae.

## Distribución geográfica
Habita en Taiwán.